# Liselotte M. Davis
Liselotte M. Davis (* 11. März 1935 in Schartau/Altmark) ist eine deutsch-US-amerikanische Germanistin und Übersetzerin.

## Leben
Liselotte M. Davis wuchs in Brettin (Elbhavelwinkel) als Tochter des 1941 in Russland gefallenen Gastwirts Ewald Mielau auf. Die ersten sieben Grundschuljahre verbrachte sie in der zweiklassigen Brettiner Dorfschule, wechselte für die achte Klasse an die Dürerschule Genthin, besuchte von 1949 bis 1953 die Oberschule Genthin (heute wieder Bismarck-Gymnasium), wo sie 1953 ihr Abitur ablegte. Sie wurde in der damaligen DDR nicht zum Studium zugelassen. 1955 wurde nach einem westlichen Zusatz-Abitur ihr ostdeutsches Abitur anerkannt und sie begann ein Studium der Germanistik und Anglistik an der Freien Universität in West-Berlin. Dort lernte sie Franklin G. Davis kennen, der als Deutsch-Übersetzer seine Militärzeit absolvierte. Im April 1957 heiratete sie ihn und emigrierte mit ihm in die USA.
Obwohl dort eine Fortsetzung des Studiums geplant war, gab es vorerst wegen der Geburt dreier Kinder (Frederick 1958, Susan 1961, Andrea 1964) und des Aufbaus einer gesicherten Existenz dazu keine Möglichkeit. 1965 begann sie, in Abendseminaren der Southern Connecticut State University an ihrem Bachelor’s Degree zu arbeiten, der ihr 1971 verliehen wurde. Nach der Ehescheidung 1973 wollte sie zunächst Deutschlehrerin an einer Oberschule werden, fand jedoch keine Anstellung.
Durch Vermittlung einer Freundin wurde sie Vorleserin des im Alter blind gewordenen Nestors der amerikanischen Germanistik, Professor Hermann J. Weigand, der die deutsche Abteilung der Yale University zu einer der bedeutendsten in den USA entwickelt hatte. Er war Spezialist für Thomas Mann. Die zwölf Jahre gemeinsamer Arbeit mit ihm waren für sie aufregende Privatseminare. Auf seine Empfehlung fand sie eine Anstellung an der Yale University, zunächst als Verwaltungsangestellte in der Doktoranden-Abteilung der vergleichenden Literaturwissenschaft, wo zu jener Zeit Paul de Man und Jacques Derrida mit ihrer Literaturinterpretation des „Deconstructionism“ für Aufregung sorgten. Vom ersten Semester ihrer Tätigkeit an erhielt sie die Erlaubnis, als Gasthörer an deren und anderen sie interessierenden Seminaren teilzunehmen.
1981 wurde Liselotte M. Davis „Graduate Student“, d. h., sie begann auf ihren Doktortitel in Germanistik hinzuarbeiten. Sie hatte 16 Graduate-Seminare zu absolvieren: bei Professor Ingeborg Glier (Mediävistik), Professor Peter Demetz (Aufklärung, Literatur des 20. Jahrhunderts), Professor George C. Schoolfield (Barockliteratur, Rilke) und Professor Jeffrey L. Sammons (Literatur des 19. Jahrhunderts). Im Dezember 1984 legte sie ihre Doktorandenprüfung („Orals“) ab und nachdem im März 1985 ihr Dissertationsthema abgesegnet war, begann sie mit ihrer Forschungsarbeit. Sowohl bei Fritz Reuter wie auch bei Uwe Johnson war ihr aufgefallen, wie abhängig das Leben ihrer Romanfiguren vom Lauf der Zeitgeschichte ist. Sie versuchte zu ergründen, welche Geschichtsphilosophie den beiden Dichtern die Feder führte und was sich daraus für die Strukturierung ihrer Romane ergab. Die Arbeit wurde im Oktober 1986 eingereicht. Im Dezember 1986 wurde ihr der „Philosophiae Doctor (Ph. D.)“ zuerkannt. Uwe Johnsons Teil der Dissertation betreute Peter Demetz, Fritz Reuters Teil Jeffrey Sammons. Als Sammons später einmal gefragt wurde, ob er Lise Davis kenne, soll er mit Blick auf Reuter geantwortet haben: „She is an expert in an author whom nobody can read but who ist still extremely important.“ In der germanistischen Abteilung der Yale University wirkte sie dann bis zu ihrem Eintritt in den Ruhestand im Jahr 2000 als Dozentin (Senior Lector).
Die Fritz Reuter Gesellschaft vernahm alsbald von ihrer Arbeit und machte die Verbindung Reuter-Johnson zum Thema der Reuter-Tage 1989 in Lüneburg. Seitdem hat Liselotte M. Davis Vorträge zu den verschiedensten Themen der Jahrestagungen beigesteuert. Im November 1990 wurde ihr während der Schweriner Kulturtage der Förderpreis der Stiftung Mecklenburg für ihre Arbeit verliehen. Bei dieser Gelegenheit lernte sie Christian Ludwig Herzog zu Mecklenburg kennen, der sie bat, ihm beim Schreiben seiner Autobiographie als „Ghostwriter“ behilflich zu sein. Sie sagte sofort zu, denn sie war bei ihren Besuchen in Mecklenburg zutiefst davon beeindruckt, wie sehr man dort bewusst mit seiner einzigartigen Geschichte beschäftigt war.
Den Roman von Joachim Walther Risse im Eis, Hamburg 1989, hat Liselotte M. Davis unter dem Titel Cracks in the Ice ins Englische übersetzt. Allerdings hat sich für die Veröffentlichung bisher kein angloamerikanischer Verlag gefunden.
In den Sommersemestern 1992 und 1993 ließ es sich einrichten, dass Liselotte M. Davis an der Universität Rostock je ein Seminar unterrichtete. 1992 ging es um „Untersuchungen zu Uwe Johnsons Jahrestagen“, 1993 um „Geschichtsphilosophische Tendenzen im Werk Fritz Reuters“. Noch jetzt hat sie Verbindungen zu ihren Studenten aus jenen Jahren. Die Yale University hat sie im Jahr 2000 mit ihrem Preis für außerordentlich gute Lehre verabschiedet. Sie teilt seitdem ihr Leben zwischen Deutschland und den USA auf, betreibt weiter Literaturforschung und veröffentlicht die Resultate in diversen Publikationen. Seit 2001 hat sie auch eine ständige Wohnung in Berlin, wo sie sich in jedem Sommer für ca. fünf Monate aufhält.
Liselotte M. Davis ist Mitglied der Fritz Reuter Gesellschaft und des Fördervereins Reuter-Museen, beide in Neubrandenburg, und der Uwe Johnson-Gesellschaft in Rostock.

## Ehrungen
- 1990: Förderpreis der Stiftung Mecklenburg.
- 2000: Prize for Excellence in Teaching der Yale University.

## Werke (Auswahl)
- History and Narrative Structure: Ut mine Stromtid by Fritz Reuter and Jahrestage by Uwe Johnson. Diss.Phil., Yale University 1987.
- Dictionary of Literary Biography, Joseph von Eichendorff. Detroit: Gale Research Inc, 1989
- Diachronie und Synchronie. Das Faulknersche Element im Prolog zu Uwe Johnsons „Jahrestage“. In: Internationales Uwe-Johnson Forum, Frankfurt am Main 3 (1993) S. 105–120.
- Fritz Reuter: Gelebte und geschriebene Geschichte. Ein bisher unveröffentlichtes Manuskript Fritz Reuters mit Erläuterungen der Hrsg. (Mecklenburger Profile, 4). Hamburg 1998. ISBN 3-932696-16-6
- “Seedtime and Harvest”. Auf Spurensuche nach dem Urheber bzw. der Urheberin der englischen “Stromtid”-Übersetzung. In: Jahresgabe der Klaus-Groth-Gesellschaft. 47 (2005) S. 71–83. ISBN 3-8042-0968-8
- Die erste illustrierte Ausgabe der „Stromtid“. Die Zusammenarbeit von Dichter und Illustrator. In: Quickborn 98 (2008) Heft 2, S. 14–25.
- Die eigenen Erfahrungen spielen überall mit. Selbstaussagen Uwe Johnsons in seinem Briefwechsel mit Siegfried Unseld. In: Uwe-Johnson-Jahrbuch, 17 (2010). ISBN 978-3-8353-0906-7
- Gefangenschaft lesbar machen. Fritz Reuters Ut mine Festungstid und Walter Kempowskis Im Block. In: Walter Kempowski: bürgerliche Repräsentanz – Erinnerungskultur – Gegenwartsbewältigung, Berlin 2010, ISBN 978-3-11-021473-4